# Pieve della Nera
La pieve della Nera si trova nel comune di Volterra, in provincia di Pisa, diocesi di Volterra.
Fu costruita vicino ad un castello sede di libero comune, oggi ridotto a rudere.

## Opere già in loco
- Una pala in terracotta dipinta raffigurante l'Assunta e santi di Benedetto Buglioni (XV secolo), adorna la centinata cornice in pietra dell'altare dell'oratorio di Sant'Antonio Abate a Volterra.